# Gluconate de sodium
Le  gluconate de sodium est un composé organique de formule brute Na1C6H11O7. C'est un sel sodique de l'acide gluconique.
Il est aussi appelé pentahydroxyhexanoate de sodium, selon la nomenclature de l'Union internationale de chimie pure et appliquée.

## Utilisations
Il est connu comme additif alimentaire (E576).
(en) Autres utilisations possibles (article de Wikipedia en anglais)